# ザッカリー・ブロー＝ギラード
ザッカリー・ビショット・ポール・ブロー＝ギラード（Zachary Bichotte Paul Brault-Guillard、1998年11月30日 - ）は、ハイチ・デルマ出身のプロサッカー選手。サッカーカナダ代表。FCルガーノ所属。ポジションは、ディフェンダー。

## クラブ経歴

### CFモントリオール
2019年2月、オリンピック・リヨンからモントリオール・インパクトに期限付き移籍した。同年3月2日、開幕戦のサンノゼ・アースクエイクス戦で、85分にイグナシオ・ピアッティと途中交代でデビューを果たした。
2020年1月25日、CFモントリオールに完全移籍をした。 

## 代表歴
2018年10月16日、2019 CONCACAFネーションズリーグ予選のドミニカ戦で、後半21分にリアム・ミラーと途中交代で出場し、カナダ代表として国際デビューを果たした。
2019年5月30日、2019 CONCACAFゴールドカップの最終メンバーの23人に選出された。
2021年6月2日、2022 FIFAワールドカップ・北中米カリブ海1次予選のアルバ戦で初得点を挙げた。